# Grand Prix Południowej Afryki 1980
Grand Prix Południowej Afryki 1980 (oryg. Nashua South African Grand Prix) – trzecia runda Mistrzostw Świata Formuły 1 w sezonie 1980, która odbyła się 1 marca 1980, po raz 14. na torze Kyalami.
26. Grand Prix Południowej Afryki, 17. zaliczane do Mistrzostw Świata Formuły 1.
Podczas kwalifikacji wypadki mieli Alain Prost i Marc Surer. Na ich skutek Prost złamał nadgarstek, a Surer ranił nogi. Prost nie ścigał się w następnym wyścigu, a Surer w następnych trzech.
Wyścig wygrał René Arnoux (Renault), startujący z drugiego miejsca.

## Lista startowa
| Nr | Kierowca              | Zespół                        | Samochód       | Silnik             | Opony |
| -- | --------------------- | ----------------------------- | -------------- | ------------------ | ----- |
| 1  | Jody Scheckter        | Scuderia Ferrari              | Ferrari 312T5  | Ferrari 3.0 B12    | M     |
| 2  | Gilles Villeneuve     | Scuderia Ferrari              | Ferrari 312T5  | Ferrari 3.0 B12    | M     |
| 3  | Jean-Pierre Jarier    | Candy Tyrrell Team            | Tyrrell 010    | Ford DFV 3.0 V8    | G     |
| 4  | Derek Daly            | Candy Tyrrell Team            | Tyrrell 010    | Ford DFV 3.0 V8    | G     |
| 5  | Nelson Piquet         | Parmalat Racing Team          | Brabham BT49   | Ford DFV 3.0 V8    | G     |
| 6  | Ricardo Zunino        | Parmalat Racing Team          | Brabham BT49   | Ford DFV 3.0 V8    | G     |
| 7  | John Watson           | Marlboro Team McLaren         | McLaren M29B   | Ford DFV 3.0 V8    | G     |
| 8  | Alain Prost           | Marlboro Team McLaren         | McLaren M29B   | Ford DFV 3.0 V8    | G     |
| 9  | Marc Surer            | Team ATS                      | ATS D4         | Ford DFV 3.0 V8    | G     |
| 10 | Jan Lammers           | Team ATS                      | ATS D3         | Ford DFV 3.0 V8    | G     |
| 11 | Mario Andretti        | Team Essex Lotus              | Lotus 81       | Ford DFV 3.0 V8    | G     |
| 12 | Elio de Angelis       | Team Essex Lotus              | Lotus 81       | Ford DFV 3.0 V8    | G     |
| 14 | Clay Regazzoni        | Unipart Racing Team           | Ensign N180    | Ford DFV 3.0 V8    | G     |
| 15 | Jean-Pierre Jabouille | Equipe Renault Elf            | Renault RE20   | Renault 1.5 V6T    | M     |
| 16 | René Arnoux           | Equipe Renault Elf            | Renault RE20   | Renault 1.5 V6T    | M     |
| 17 | Geoff Lees            | Shadow Cars                   | Shadow DN11    | Ford DFV 3.0 V8    | G     |
| 18 | Dave Kennedy          | Shadow Cars                   | Shadow DN11    | Ford DFV 3.0 V8    | G     |
| 20 | Emerson Fittipaldi    | Skol Fittipaldi Team          | Fittipaldi F7  | Ford DFV 3.0 V8    | G     |
| 21 | Keke Rosberg          | Skol Fittipaldi Team          | Fittipaldi F7  | Ford DFV 3.0 V8    | G     |
| 22 | Patrick Depailler     | Marlboro Team Alfa Romeo      | Alfa Romeo 179 | Alfa Romeo 3.0 V12 | G     |
| 23 | Bruno Giacomelli      | Marlboro Team Alfa Romeo      | Alfa Romeo 179 | Alfa Romeo 3.0 V12 | G     |
| 25 | Didier Pironi         | Equipe Ligier Gitanes         | Ligier JS11/15 | Ford DFV 3.0 V8    | G     |
| 26 | Jacques Laffite       | Equipe Ligier Gitanes         | Ligier JS11/15 | Ford DFV 3.0 V8    | G     |
| 27 | Alan Jones            | Albilad Williams Racing Team  | Williams FW07B | Ford DFV 3.0 V8    | G     |
| 28 | Carlos Reutemann      | Albilad Williams Racing Team  | Williams FW07B | Ford DFV 3.0 V8    | G     |
| 29 | Riccardo Patrese      | Warsteiner Arrows Racing Team | Arrows A3      | Ford DFV 3.0 V8    | G     |
| 30 | Jochen Mass           | Warsteiner Arrows Racing Team | Arrows A3      | Ford DFV 3.0 V8    | G     |
| 31 | Eddie Cheever         | Osella Squadra Corse          | Osella FA1     | Ford DFV 3.0 V8    | G     |
| Nr | Kierowca              | Zespół                        | Samochód       | Silnik             | Opony |

## Wyniki

### Kwalifikacje
| P                       | Nr | Kierowca              | Konstruktor(-silnik) | Opony | Czas     | Odstęp   | Strata   |
| ----------------------- | -- | --------------------- | -------------------- | ----- | -------- | -------- | -------- |
| 1                       | 15 | Jean-Pierre Jabouille | Renault              | M     | 1:10,000 | -        | -        |
| 2                       | 16 | René Arnoux           | Renault              | M     | 1:10,210 | 0:00,210 | 0:00,210 |
| 3                       | 5  | Nelson Piquet         | Brabham-Ford         | G     | 1:11,870 | 0:01,660 | 0:01,870 |
| 4                       | 26 | Jacques Laffite       | Ligier-Ford          | G     | 1:11,880 | 0:00,010 | 0:01,880 |
| 5                       | 25 | Didier Pironi         | Ligier-Ford          | G     | 1:12,110 | 0:00,230 | 0:02,110 |
| 6                       | 28 | Carlos Reutemann      | Williams-Ford        | G     | 1:12,150 | 0:00,040 | 0:02,150 |
| 7                       | 22 | Patrick Depailler     | Alfa Romeo           | G     | 1:12,160 | 0:00,010 | 0:02,160 |
| 8                       | 27 | Alan Jones            | Williams-Ford        | G     | 1:12,230 | 0:00,070 | 0:02,230 |
| 9                       | 1  | Jody Scheckter        | Ferrari              | M     | 1:12,320 | 0:00,090 | 0:02,320 |
| 10                      | 2  | Gilles Villeneuve     | Ferrari              | M     | 1:12,380 | 0:00,060 | 0:02,380 |
| 11                      | 29 | Riccardo Patrese      | Arrows-Ford          | G     | 1:12,500 | 0:00,120 | 0:02,500 |
| 12                      | 23 | Bruno Giacomelli      | Alfa Romeo           | G     | 1:12,510 | 0:00,010 | 0:02,510 |
| 13                      | 3  | Jean-Pierre Jarier    | Tyrrell-Ford         | G     | 1:12,700 | 0:00,190 | 0:02,700 |
| 14                      | 12 | Elio de Angelis       | Lotus-Ford           | G     | 1:12,740 | 0:00,040 | 0:02,740 |
| 15                      | 11 | Mario Andretti        | Lotus-Ford           | G     | 1:12,930 | 0:00,190 | 0:02,930 |
| 16                      | 4  | Derek Daly            | Tyrrell-Ford         | G     | 1:13,040 | 0:00,110 | 0:03,040 |
| 17                      | 6  | Ricardo Zunino        | Brabham-Ford         | G     | 1:13,050 | 0:00,010 | 0:03,050 |
| 18                      | 20 | Emerson Fittipaldi    | Fittipaldi-Ford      | G     | 1:13,230 | 0:00,180 | 0:03,230 |
| 19                      | 30 | Jochen Mass           | Arrows-Ford          | G     | 1:13,250 | 0:00,020 | 0:03,250 |
| 20                      | 14 | Clay Regazzoni        | Ensign-Ford          | G     | 1:13,250 | 0:00,000 | 0:03,250 |
| 21                      | 7  | John Watson           | McLaren-Ford         | G     | 1:13,610 | 0:00,360 | 0:03,610 |
| 22                      | 31 | Eddie Cheever         | Osella-Ford          | G     | 1:13,830 | 0:00,220 | 0:03,830 |
| 23                      | 21 | Keke Rosberg          | Fittipaldi-Ford      | G     | 1:13,840 | 0:00,010 | 0:03,840 |
| 24                      | 17 | Geoff Lees            | Shadow-Ford          | G     | 1:14,460 | 0:00,620 | 0:04,460 |
| Nie zakwalifikowali się |    |                       |                      |       |          |          |          |
| 25                      | 18 | Dave Kennedy          | Shadow-Ford          | G     | 1:15,230 | 0:00,770 | 0:05,230 |
| 26                      | 10 | Jan Lammers           | ATS-Ford             | G     | 1:15,290 | 0:00,060 | 0:05,290 |
| NS                      | 8  | Alain Prost           | McLaren-Ford         | G     | -        | -        | -        |
| NS                      | 9  | Marc Surer            | ATS-Ford             | G     | -        | -        | -        |
| P                       | Nr | Kierowca              | Konstruktor(-silnik) | Opony | Czas     | Odstęp   | Strata   |

### Wyścig
| P                 | Nr | Kierowca | Konstruktor           | Opony           | Okr. | Czas / Strata | Komentarz               |                   |
| ----------------- | -- | -------- | --------------------- | --------------- | ---- | ------------- | ----------------------- | ----------------- |
| 1                 |    | 16       | René Arnoux           | Renault         | M    | 78            | 1h36m52s540             |                   |
| 2                 |    | 26       | Jacques Laffite       | Ligier-Ford     | G    | 78            | 1h37m26s610 (+0:34,070) |                   |
| 3                 |    | 25       | Didier Pironi         | Ligier-Ford     | G    | 78            | 1h37m45s030 (+0:52,490) |                   |
| 4                 |    | 5        | Nelson Piquet         | Brabham-Ford    | G    | 78            | 1h37m53s560 (+1:01,020) |                   |
| 5                 |    | 28       | Carlos Reutemann      | Williams-Ford   | G    | 77            | - 1 okr.                |                   |
| 6                 |    | 30       | Jochen Mass           | Arrows-Ford     | G    | 77            | - 1 okr.                |                   |
| 7                 |    | 3        | Jean-Pierre Jarier    | Tyrrell-Ford    | G    | 77            | - 1 okr.                |                   |
| 8                 |    | 20       | Emerson Fittipaldi    | Fittipaldi-Ford | G    | 77            | - 1 okr.                |                   |
| 9                 |    | 14       | Clay Regazzoni        | Ensign-Ford     | G    | 77            | - 1 okr.                |                   |
| 10                |    | 6        | Ricardo Zunino        | Brabham-Ford    | G    | 77            | - 1 okr.                |                   |
| 11                |    | 7        | John Watson           | McLaren-Ford    | G    | 76            | - 2 okr.                |                   |
| 12                |    | 11       | Mario Andretti        | Lotus-Ford      | G    | 76            | - 2 okr.                |                   |
| 13                |    | 17       | Geoff Lees            | Shadow-Ford     | G    | 70            | - 8 okr.                | wypadek           |
| Niesklasyfikowani |    |          |                       |                 |      |               |                         |                   |
|                   |    | 23       | Bruno Giacomelli      | Alfa Romeo      | G    | 69            | - 9 okr.                | silnik            |
|                   |    | 15       | Jean-Pierre Jabouille | Renault         | M    | 61            | - 17 okr.               | opona             |
|                   |    | 4        | Derek Daly            | Tyrrell-Ford    | G    | 61            | - 17 okr.               | opona             |
|                   |    | 21       | Keke Rosberg          | Fittipaldi-Ford | G    | 58            | - 20 okr.               | wypadek           |
| NS                |    | 22       | Patrick Depailler     | Alfa Romeo      | G    | 53            | - 25 okr.               | niesklasyfikowany |
|                   |    | 27       | Alan Jones            | Williams-Ford   | G    | 34            | - 44 okr.               | skrzynia biegów   |
|                   |    | 2        | Gilles Villeneuve     | Ferrari         | M    | 31            | - 47 okr.               | skrzynia biegów   |
|                   |    | 1        | Jody Scheckter        | Ferrari         | M    | 14            | - 64 okr.               | silnik            |
|                   |    | 29       | Riccardo Patrese      | Arrows-Ford     | G    | 10            | - 68 okr.               | poślizg           |
|                   |    | 31       | Eddie Cheever         | Osella-Ford     | G    | 8             | - 70 okr.               | poślizg           |
|                   |    | 12       | Elio de Angelis       | Lotus-Ford      | G    | 1             | - 77 okr.               | poślizg           |
| P                 | Nr | Kierowca | Konstruktor           | Opony           | Okr. | Czas / Strata | Komentarz               |                   |

### Najszybsze okrążenie
| Nr | Kierowca    | Konstruktor | Opony | Czas     | Okr. |
| -- | ----------- | ----------- | ----- | -------- | ---- |
| 16 | René Arnoux | Renault     | M     | 1:13,150 | 51   |